# البطولات الأسترالاسية 1908 (كرة مضرب)
هنا قائمة بالبطولات الأسترالاسية لكرة المضرب, المعروفة الآن باسم أستراليا المفتوحة لسنة 1908:

## فردي الرجال
فريد ألكساندر هزم  ألفرد دنلوب 3-6 3-6 6-0 6-2 6-3